# Crozon-sur-Vauvre
Crozon-sur-Vauvre és un municipi francès, situat al departament de l'Indre i a la regió de Centre – Vall del Loira. L'any 2007 tenia 364 habitants.

## Demografia

### Població
El 2007 la població de fet de Crozon-sur-Vauvre era de 364 persones. Hi havia 160 famílies, de les quals 46 eren unipersonals (23 homes vivint sols i 23 dones vivint soles), 65 parelles sense fills, 34 parelles amb fills i 15 famílies monoparentals amb fills.
La població ha evolucionat segons el següent gràfic:
Habitants censats

### Habitatges
El 2007 hi havia 321 habitatges, 168 eren l'habitatge principal de la família, 120 eren segones residències i 32 estaven desocupats. 320 eren cases i 1 era un apartament. Dels 168 habitatges principals, 151 estaven ocupats pels seus propietaris, 11 estaven llogats i ocupats pels llogaters i 6 estaven cedits a títol gratuït; 1 tenia una cambra, 21 en tenien dues, 32 en tenien tres, 55 en tenien quatre i 59 en tenien cinc o més. 70 habitatges disposaven pel capbaix d'una plaça de pàrquing. A 75 habitatges hi havia un automòbil i a 77 n'hi havia dos o més.

### Piràmide de població
La piràmide de població per edats i sexe el 2009 era:
| Homes | Edats   | Dones |
| ----- | ------- | ----- |
| 0     | 95 o +  | 0     |
| 0     | 90 a 94 | 0     |
| 4     | 85 a 89 | 0     |
| 12    | 80 a 84 | 4     |
| 16    | 75 a 79 | 8     |
| 8     | 70 a 74 | 20    |
| 32    | 65 a 69 | 20    |
| 12    | 60 a 64 | 20    |
| 12    | 55 a 59 | 8     |
| 16    | 50 a 54 | 16    |
| 20    | 45 a 49 | 12    |
| 4     | 40 a 44 | 8     |
| 16    | 35 a 39 | 20    |
| 12    | 30 a 34 | 4     |
| 4     | 25 a 29 | 12    |
| 16    | 20 a 24 | 16    |
| 0     | 15 a 19 | 8     |
| 8     | 10 a 14 | 12    |
| 0     | 5 a 9   | 16    |
| 12    | 0 a 4   | 0     |

## Economia
El 2007 la població en edat de treballar era de 208 persones, 146 eren actives i 62 eren inactives. De les 146 persones actives 131 estaven ocupades (73 homes i 58 dones) i 15 estaven aturades (11 homes i 4 dones). De les 62 persones inactives 35 estaven jubilades, 7 estaven estudiant i 20 estaven classificades com a «altres inactius».

### Ingressos
El 2009 a Crozon-sur-Vauvre hi havia 175 unitats fiscals que integraven 388 persones, la mediana anual d'ingressos fiscals per persona era de 13.587,5 €.

### Activitats econòmiques
Dels 8 establiments que hi havia el 2007, 1 era d'una empresa de construcció, 2 d'empreses de comerç i reparació d'automòbils, 2 d'empreses d'hostatgeria i restauració, 2 d'empreses de serveis i 1 d'una empresa classificada com a «altres activitats de serveis».
Dels 2 establiments de servei als particulars que hi havia el 2009, 1 era una lampisteria i 1 restaurant.
L'any 2000 a Crozon-sur-Vauvre hi havia 51 explotacions agrícoles que ocupaven un total de 2.508 hectàrees.

## Poblacions més properes
El següent diagrama mostra les poblacions més properes.